# ネプチューン・オリエント・ラインズ

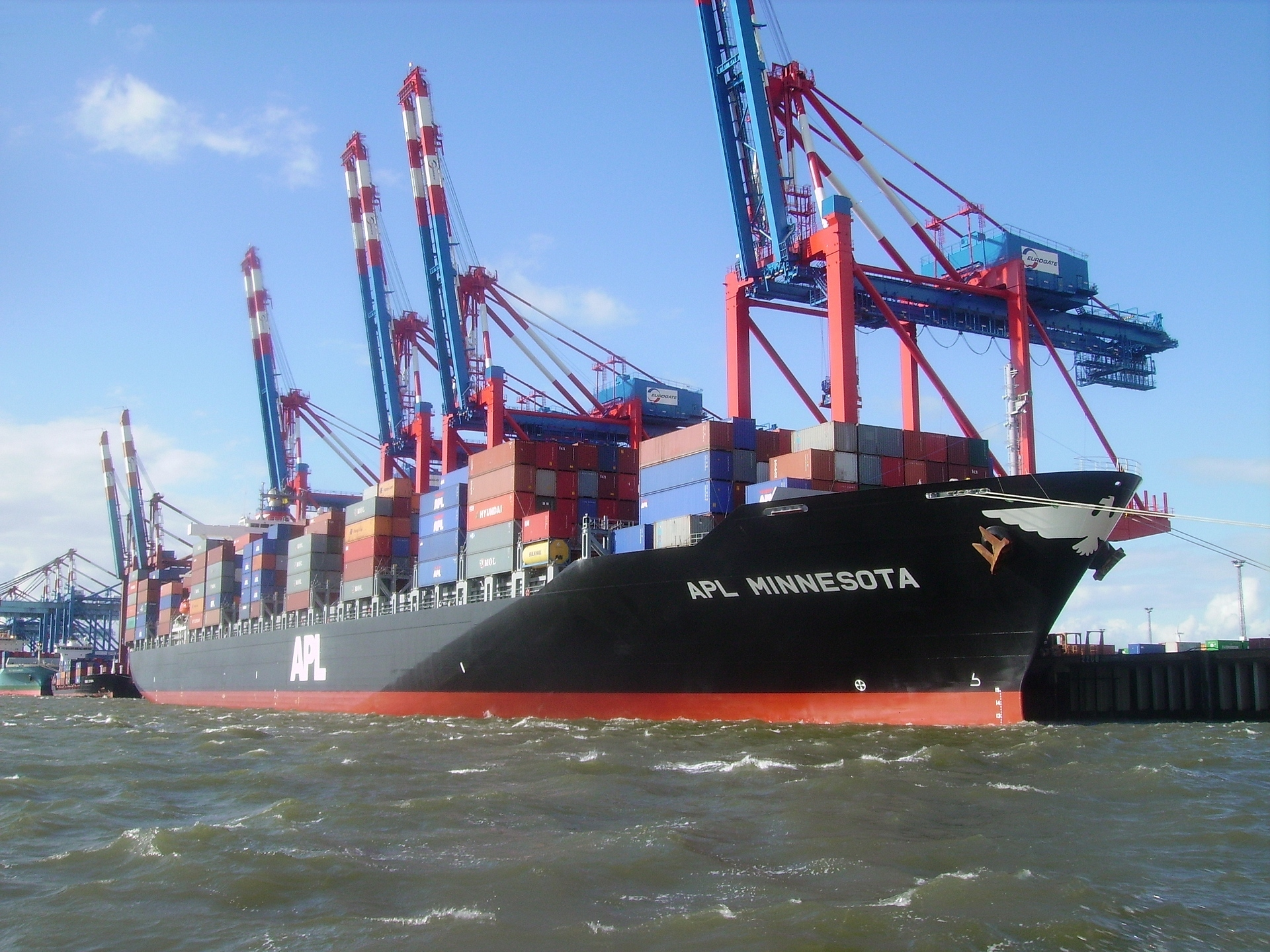
APLのコンテナ船

ネプチューン・オリエント・ラインズ（Neptune Orient Lines Limited：NOL, SGX: N03）はシンガポールに本部を置く国際海運グループで104カ国に11,000人が働いている。子会社としてアメリカンプレジデントラインズ（APL）、APLロジスティクスを保有している。

## 歴史
ネプチューン・オリエント・ラインズは1968年にシンガポール政府によってシンガポール経済の発展とその下支えの役割のためにシンガポール・ナショナル・シッピングライン（Singapore’s national shipping line）として設立された。

### コンテナリゼーション
1970年代にコンテナリゼーションの時代が始まった。1970年代中頃に業務執行取締役（managing director）ゴー・チョク・トン（後のシンガポール首相）の指揮のもとネプチューン・オリエント・ラインズも新しい時代の船、コンテナ船への投資を行いようやく黒字に転換した。その後、OOCL、K Line、FBSとACEコンソーシアムを形成し、重要な海運業者として存在を示した。

### 合併
1997年、ネプチューン・オリエント・ラインズはアメリカンプレジデントラインズと合併した。アメリカンプレジデントラインズは1848年創業の海運の老舗である。合併後、アメリカンプレジデントラインズを企業の統一ブランドとし、ネプチューン・オリエント・ラインズをホールディング会社とした。2001年にAPLロジスティクスを設立した。
2003年にタンカー部門（American Eagle TankersとNeptune Associated Shipping）を売却し、コンテナ部門だけとなった。